# Pseudossistema operacional

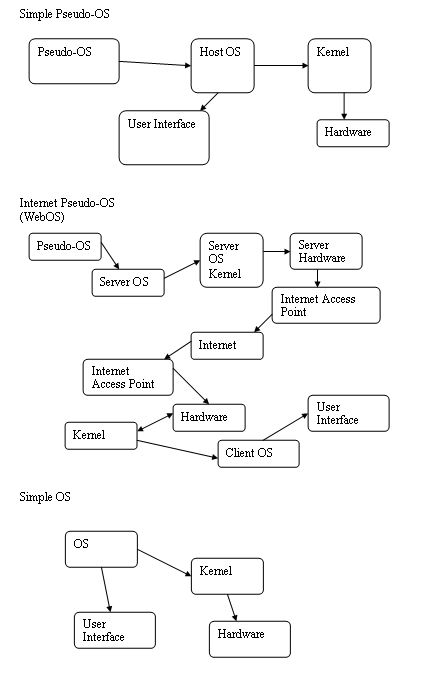
Diagrama de um Pseudo-OS em comparação com WebOS e Sistemas operacionais comuns.

Pseudo-Sistema Operacional ou Pseudo-OS são sistemas operacionais que não são íntegros, ou seja, embora apresentem uma interface de usuário, estes não se comunicam diretamente com o hardware do computador, sendo necessária a utilização de outro sistema operacional como hospedeiro para este Pseudo-OS para que este possa acessar por meio do núcleo do sistema hospedeiro à memória e ao hardware do computador. Alguns exemplos de Pseudo-OS são os WebOS, que não se comunicam diretamente com o hardware e a memória do computador e para sua execução são necessários aplicativos como um browser (ou navegador) compativel e um sistema operacional com núcleo rodando no computador (servindo de sistema operacional hospedeiro). Um outro exemplo situado como meio termo entre pseudo-sistema e um sistema completo são as versões do Windows do 1.0 ao 4.2, pois são executadas em cima de uma versão original ou modificada do MS-DOS, mas também possuem funções próprias de gerenciamento da máquina.

## Tipos de Pseudo-OS
- WebOS ou Internet Pseudo-OS
- Pseudo-OS executável
- Máquina Virtual como o VMware, QEMU ou VirtualBox